# 日本珠算連盟主催段位認定試験
日本珠算連盟主催 段位認定試験（にほんしゅざんれんめいしゅさい だんいにんていしけん）は、珠算・暗算の試験である。

## 試験科目
試験問題は、いずれも紙に印刷されており、計算結果を3桁ごとのカンマつきの数字で書き込む。
珠算種目は、かけ算60問を制限時間10分、わり算60問を制限時間10分、みとり算（足し算と引き算）30問を制限時間10分で解く。
暗算種目は、かけ暗算60問を制限時間3分、わり暗算60問を制限時間3分、みとり暗算（足し算と引き算）30問を制限時間4分で解く。
　
珠算種目のかけ算、わり算では端数処理、みとり算、みとり暗算では補数計算（答が負の数となる。出題頻度は10問あたり1問）が出題される。端数処理の方式は前半30問が「小数第3位未満を四捨五入」、後半30問が「円位未満を四捨五入」となる。

## 合格点
合格点は、以下の通りとなる。かけ、わり、みとり（かけ暗、わり暗、みとり暗）のそれぞれで取っている最高段位が珠算総合（暗算総合）となる。また、昔のほうが点数が高かった場合は2年間は有効となる。
| 段位 | 準初段 | 初段 | 準２段 | ２段 | 準３段 | ３段 | ４段 | ５段 | ６段 | ７段 | ８段 | ９段 | １０段 |
| ---- | ------ | ---- | ------ | ---- | ------ | ---- | ---- | ---- | ---- | ---- | ---- | ---- | ------ |
| 点数 | 90     | 100  | 110    | 120  | 130    | 140  | 160  | 180  | 200  | 220  | 240  | 260  | 290    |

## その他
平成14年度（2003年2月）までは、珠算種目に伝票算があり、それぞれの種目の出題内容も現在とは異なっていた。